# Nam tước Münchhausen

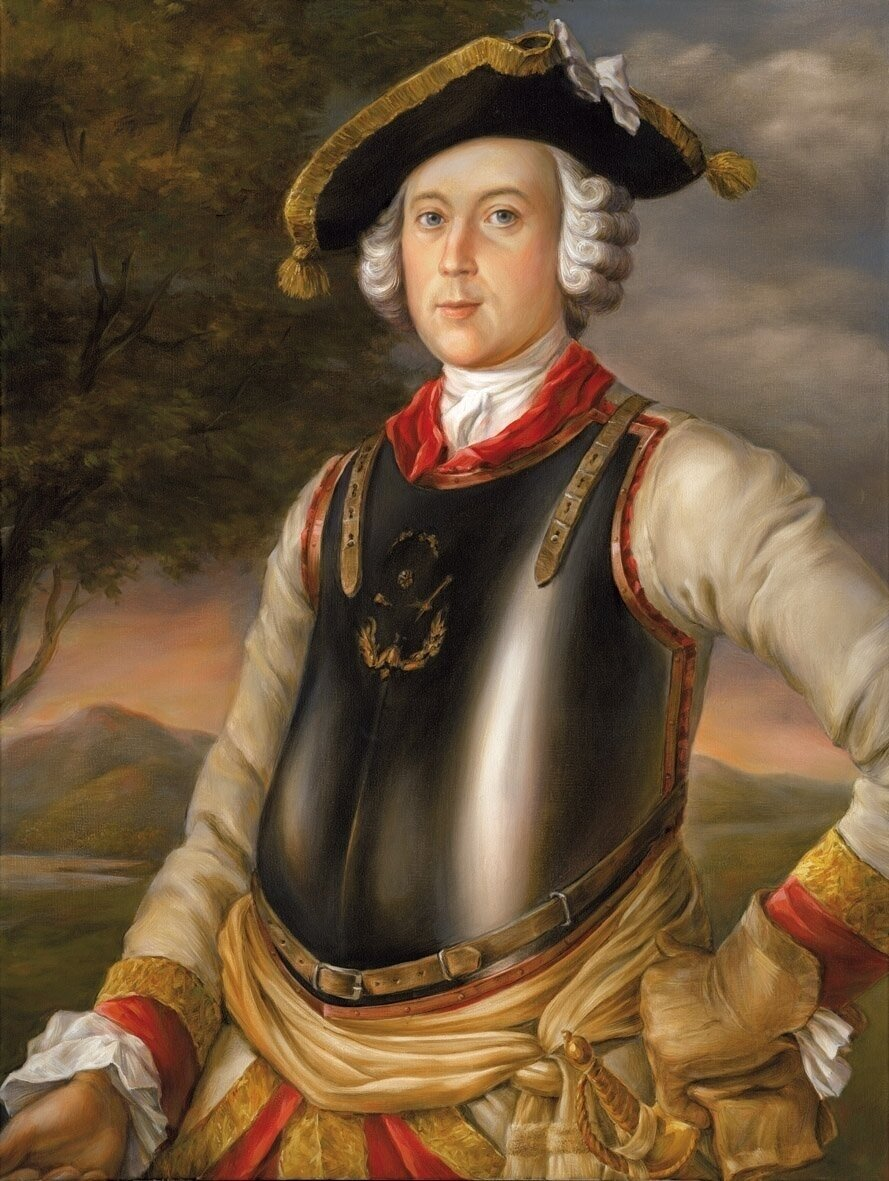
Nam tước Münchausen tại Riga năm 1740

Nam tước Münchhausen (Munchhausen, Munchausen hay còn được phiên âm từ tiếng Pháp và tiếng Nga ra tiếng Việt là Muyn-khao-den, Muyn-khao-sen) (11 tháng 5 năm 1720 – 22 tháng 2 năm 1797) là một bá tước người Đức tại vùng Bodenwerder, được biết đến bởi Những cuộc phiêu lưu kỳ thú của Nam tước Münchhausen, một tác phẩm phát hành năm 1781 của nhà văn Đức Rudolf Erich Raspe.
Ông Münchhausen thật trở nên nổi tiếng vì kể những chuyện động trời dựa vào thời gian ông còn trong quân đội trong chiến tranh Nga-Thổ (1735–1739). Sau khi nghe vài chuyện của Münchhausen, nhà văn người Đức Rudolf Erich Raspe sống ở Vương quốc Anh thêm bớt vào, viết thành một cuốn sách bằng tiếng Anh về một nhân vật hư cấu "Nam tước Münchhausen". Cuốn sách này chẳng bao lâu được dịch và thêm bớt bằng tiếng Đức bởi thi sĩ Gottfried August Bürger.
Trong truyện, Nam tước Münchhausen kể chuyện về những thành đạt siêu thường với tư cách một người du hành, nhà thể thao và binh sĩ chẳng hạn như cưỡi một viên đạn đại bác và du lịch tới mặt trăng. Cuốn sách của Raspe đã được quốc tế ưa chuộng, truyện của Nam tước Münchhausen đã được trình diến trên sân khấu, trong phim ảnh, truyền thanh và truyền hình. Thêm vào đó, 3 tình trạng y khoa (Hội chứng Münchausen, Hội chứng Münchausen by proxy, Munchausen by Internet) và một vấn đề lý luận (Münchhausen Trilemma) đã được đặt theo tên của nhân vật này.